# Giovanni Alberto Colombo
Giovanni Alberto Colombo (Venezia, 1708 circa – Padova, 8 settembre 1777) è stato un fisico, astronomo e filosofo italiano.

## Biografia
Nato Giuseppe, cambiò nome in Giovanni Alberto quando nel 1727 prese i voti come monaco cassinese.
Fu professore all’Università degli Studi di Padova, insegnandovi dal 1746 filosofia e fisica e dal 1747 anche astronomia, geografia e meteorologia.
Nel 1756 fu incaricato di analizzare lo stato di conservazione della Torre del Bo a Padova, che era divenuta pendente a causa di una tempesta. Il risultato fu la chiusura delle porte nel basamento e la resa più solida della struttura. Questo intervento di successo portò Giovanni Poleni, ingegnere e futuro responsabile del cantiere, a coinvolgere Colombo nei successivi restauri.
Nel 1764 scrisse l’Acroasis habita pridie kalendas Decembris 1764, un testo su un orologio a pendolo che egli progettò per correggere gli errori di calcolo legati ai cambiamenti della temperatura e ai mutamenti sulla superficie terrestre. Questo strumento, basato su aste metalliche che variano in base alla condizione termica, determinerebbe la gravità terrestre e individuarebbe le coordinale geografiche.
Viene talora confuso con il cancelliere veneziano Giovanni Colombo (1714-1772), suo fratello.

## Opere
- (LA) Summa capita rerum quas anno hocce scolastico pertractabit, Padova, 1756.
- (LA) Naturalis philosophiae elementa, vol. 1, Padova, Giovanni Manfrè, 1772.
- (LA) Acroasis habita pridie kalendas Decembris 1764, Padova, Giuseppe Comino, 1764.